# Jabal Sāsān
Jabal Sāsān (arabiska: جبل ساسان, kurdiska: Chiya-î Sasan, چياى ساسان) är ett berg i Irak.   Det ligger i distriktet Tal Afar och provinsen Ninawa, i den norra delen av landet, 400 km nordväst om huvudstaden Bagdad. Toppen på Jabal Sāsān är 595 meter över havet.